# Ocumare del Tuy (Venezuela)
Pour les articles homonymes, voir Ocumare.
Ocumare del Tuy est le chef-lieu de la municipalité de Lander dans l'État de Miranda au Venezuela. 

## Histoire
Cette petite ville a été la scène d'un des plus sanglants épisodes de la Guerre pour l'indépendance du pays. Pendant la période du gouvernement du président Goméz, et depuis 1904 jusqu'en 1927, elle a été la capitale de l'État de Miranda. La place Bolívar, l'église Parroquial et l'ancien Muestrario sont, parmi d'autres, les constructions les plus importantes de la ville.

## Administration
Le maire est Jóse Gregorio Arvelo du parti du gouvernement.